# Garron
Un garron ou garran, du gaélique gearran, est un type de petit cheval ou de poney robuste. Le terme apparaît en Écosse et en Irlande, et fait généralement référence à une bête de petite taille.
En Écosse, un garron est l'un des types de poney Highland. C'est le type le plus gros et le plus lourd élevé sur le continent. Le poney des Hébrides est généralement plus petit et légèrement plus fin, mais toujours dans le standard de la race. Il y a moins de différence qu'autrefois entre ces deux types.
Le mot garron a également été utilisé pour décrire un croisement entre un poney des Highlands et un cheval de trait Clydesdale. Il était utilisé dans l'agriculture, en particulier dans les Highlands et dans les îles où un Clydesdale de pure race n'aurait pas été aussi économique. Ces chevaux étaient appréciés pour leur robustesse et leur capacité à travailler sur les pentes. Les domaines de chasse aux cerfs des Highlands gardaient des garrons pour faire descendre les cerfs de la colline, comme certains le font encore, pour la tradition, quand l'accès aux VTT n'est pas encore praticable.

## Mentions dans la littérature
Les garrons sont mentionné à plusieurs reprises dans la série fantastique A Song of Ice and Fire de George R. R. Martin. Les garrons y sont utilisés dans les régions montagneuses froides, généralement au nord près du Mur.
Le mot est utilisé par R. S. Surtees dans le premier chapitre de Jorrocks' Jaunts and Jollities.
L'auteur Nigel Tranter mentionne fréquemment les garrons dans ses romans sur l'histoire écossaise, par exemple Macbeth, the King.